# Villar del Infantado
Villar del Infantado – gmina w Hiszpanii, w prowincji Cuenca, w Kastylii-La Mancha, o powierzchni 21,76 km². W 2011 roku gmina liczyła 45 mieszkańców.